# مجموعه تعطیلات تیلور سوئیفت
مجموعه تعطیلات تیلور سوئیفت در اصل با عنوان صدای فصل: مجموعه تعطیلات تیلور سوئیفت (به انگلیسی: Sounds of the Season: The Taylor Swift Holiday Collection) یک آلبوم چند آهنگه کریسمس اثر تیلور سوئیفت خواننده و ترانه‌سرا اهل ایالات متحده آمریکا است. آلبوم در ۱۴ اکتبر ۲۰۰۷ توسط بیگ ماشین رکوردز منحصراً در فروشگاه‌های تارگت ایالات متحده و آنلاین به‌فروش رسید. انتشار در ابتدا یک نسخه محدود برای فصل تعطیلات سال ۲۰۰۷ بود اما در ۲ دسامبر ۲۰۰۸ دوباره توسط آی‌تیونز و آمازون انتشار یافت و در اکتبر ۲۰۰۹ دوباره توسط فروشگاه‌های تارگت به‌فروش رسید. مجموعه تعطیلات تیلور سوئیفت شامل نسخه بازخوانی ترانه‌های کریسمس و دو آهنگ که سوئیفت آن‌ها را نوشته‌است، «وقتی کریسمس بود که تو مال من بودی» و «کریسمس باید چیزی بیشتر باشد» که هردوی آن‌ها سبک کانتری پاپ دارند.
منتقدان نظرات مثبتی نسبت به آلبوم چندآهنگه دادند و برخی از منتقدان آن را به یک آلبوم کامل ترجیح دادند. چند آهنگه به موفقیت تجاری در ایالات متحده دست یافت و در رتبه بیستم در بیلبورد ۲۰۰ و رتبه اول در جدول آلبوم‌های تعطیلات برتر قرار گرفت. آهنگ‌های مجموعه تعطیلات تیلور سوئیفت در چندین مکان برگزار شده‌اند.

## عملکرد تجاری
در ۸ دسامبر ۲۰۰۷ در پایان هفته مجموعه تعطیلات تیلور سوئیفت در رتبه هشتاد و هشتم در بیلبورد ۲۰۰ شروع به کار کرد. در هفته بعد، آلبوم چندآهنگه به رتبه چهل و ششم در بیلبورد ۲۰۰ رسید. پس از انتشار دوباره در سال ۲۰۰۹، مجموعه تعطیلات تیلور سوئیفت دوباره با رتبه بیست وارد بیلبورد ۲۰۰ شد و تا بیست و چهار هفته در جدول باقی ماند.

## لیست ترانه‌ها
تمام ترانه‌ها توسط نیتن چپمن تهیه شده‌اند.
| شماره      | نام                                 | نویسنده(ها)                                  | مدت   |
| ---------- | ----------------------------------- | -------------------------------------------- | ----- |
| ۱.         | «آخرین کریسمس»                      | جرج مایکل                                    | ۳:۲۸  |
| ۲.         | «وقتی کریسمس بود که تو مال من بودی» | سوئیفت لیز رز چپمن                           | ۳:۰۶  |
| ۳.         | «سانتا بیبی»                        | جوآن الن جاویتس فیلیپ اسپرینگر تونی اسپرینگر | ۲:۴۱  |
| ۴.         | «شب خاموش»                          | جوزف مور فرانتس کایبر گربر                   | ۳:۳۲  |
| ۵.         | «کریسمس باید چیزی بیشتر باشد»       | سوئیفت                                       | ۳:۵۲  |
| ۶.         | «کریسمس سفید»                       | ایروینگ برلین                                | ۲:۳۴  |
| مجموع مدت: | مجموع مدت:                          | مجموع مدت:                                   | ۱۹:۱۵ |

## جدول‌ها

### جدول‌های آخر سال
| جدول (۲۰۱۰)              | موقعیت |
| ------------------------ | ------ |
| ایالات متحده بیلبورد ۲۰۰ | ۷۰     |
| جدول (۲۰۱۱)              | موقعیت |
| ایالات متحده بیلبورد ۲۰۰ | ۱۹۳    |